# MUŻA
MUŻA是一间美术馆，位于马耳他瓦莱塔的意大利旅馆。1974年至2016年期间，它曾位于海军部大楼，当时它被称为马耳他国家美术馆。
它收藏了主要代表欧洲主要艺术风格的马耳他和外国艺术家的作品。该美术馆于1974年5月7日落成，位于海军部大楼，这是一座18世纪的宫殿，曾是地中海舰队总司令的官邸。该美术馆于2016年10月2日关闭。2018年，国家艺术收藏品被转移岛位于瓦莱塔的意大利旅馆的新国家社区艺术博物馆MUŻA（来自马耳他语缩写Mużew Nazzjonali tal-Arti）中展出。

## 历史

### 1974年之前的国家收藏
它的藏品以前是国家博物馆的一部分。分裂后，博物馆留下了考古文物，并更名为国家考古博物馆。该博物馆由马耳他遗产局管理。

### 国家美术馆（1974-2016）

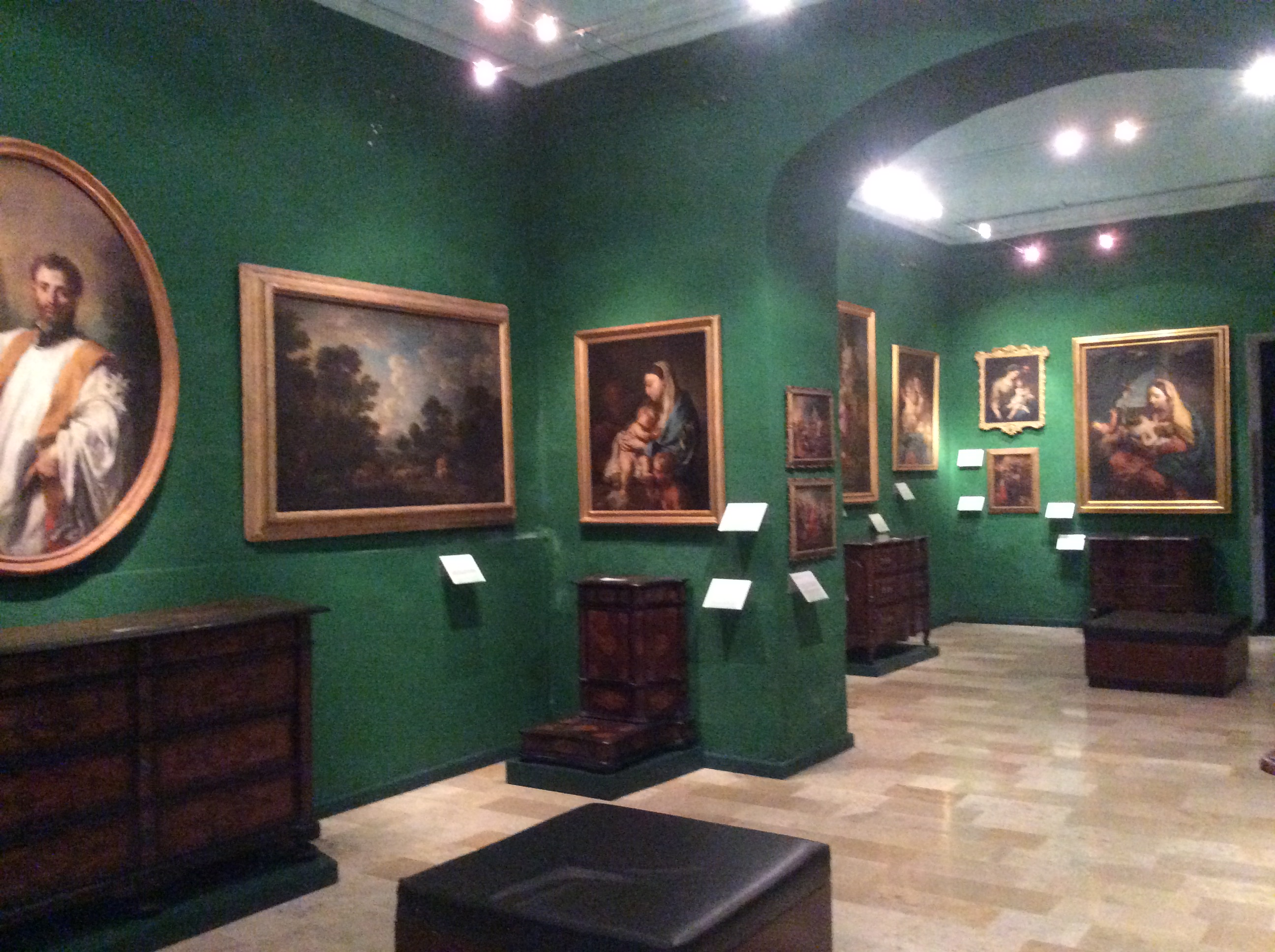
2016年国家美术馆内部

1974年5月7日，教育和文化部长阿加莎·芭芭拉为位于海军部大楼的国家美术馆揭幕。
2013年，开始有计划地将美术馆从海军部大楼搬到意大利旅馆。2014年9月，宣布搬迁，新美术馆被命名为MUŻA。海军部大楼的美术馆于2016年10月2日关闭，新美术馆于2018年开放，这一年瓦莱塔被指定为“欧洲文化之都”。
该美术馆在2012年每天接待30,000名顾客，搬迁旨在增加参观人数。

### MUŻA（自2018年起）

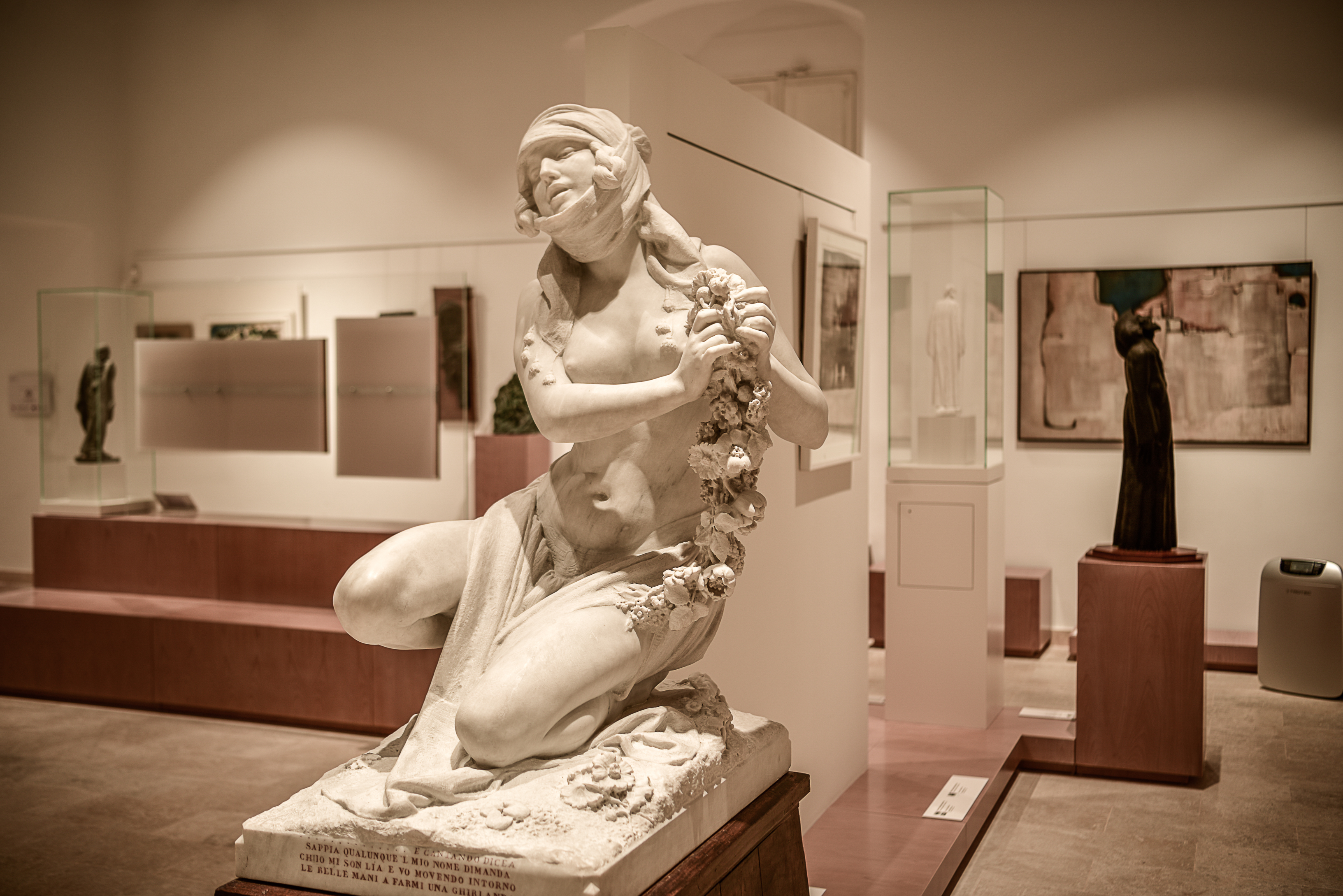
2019年MUŻA内部

MUŻA于2018年11月10日开业。

## 地点

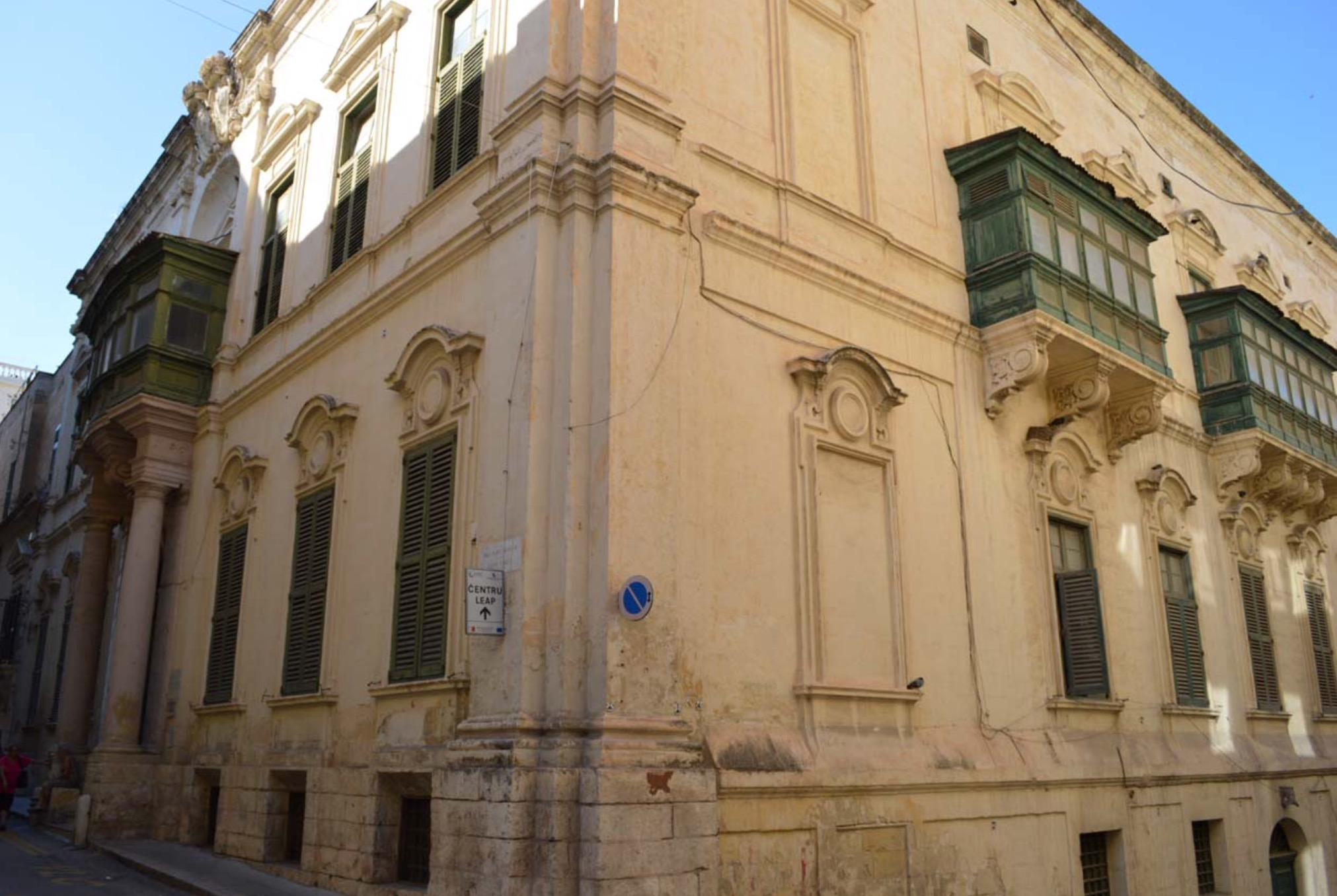
海军部大楼

美术馆位于瓦莱塔的一座宫殿，最初建于16世纪，是骑士Fra Jean de Soubiran dit Arafat的住所。现在的建筑可以追溯到1761-63年，当时它是为葡萄牙骑士Fra Raimondo de Sousa y Silva以巴洛克风格重建的。从1821年到1961年，该建筑是地中海舰队总司令的官邸，因此得名海军部大楼。
海军部大楼位于瓦莱塔的南街。除了美术馆本身，该地区还包含几座可追溯到医院骑士团时代的精美历史宫殿，现在被政府各部委和部门使用。它还以其葡萄酒吧和咖啡馆以及城市网格状街道的景色而闻名。

## 藏品

### 美术

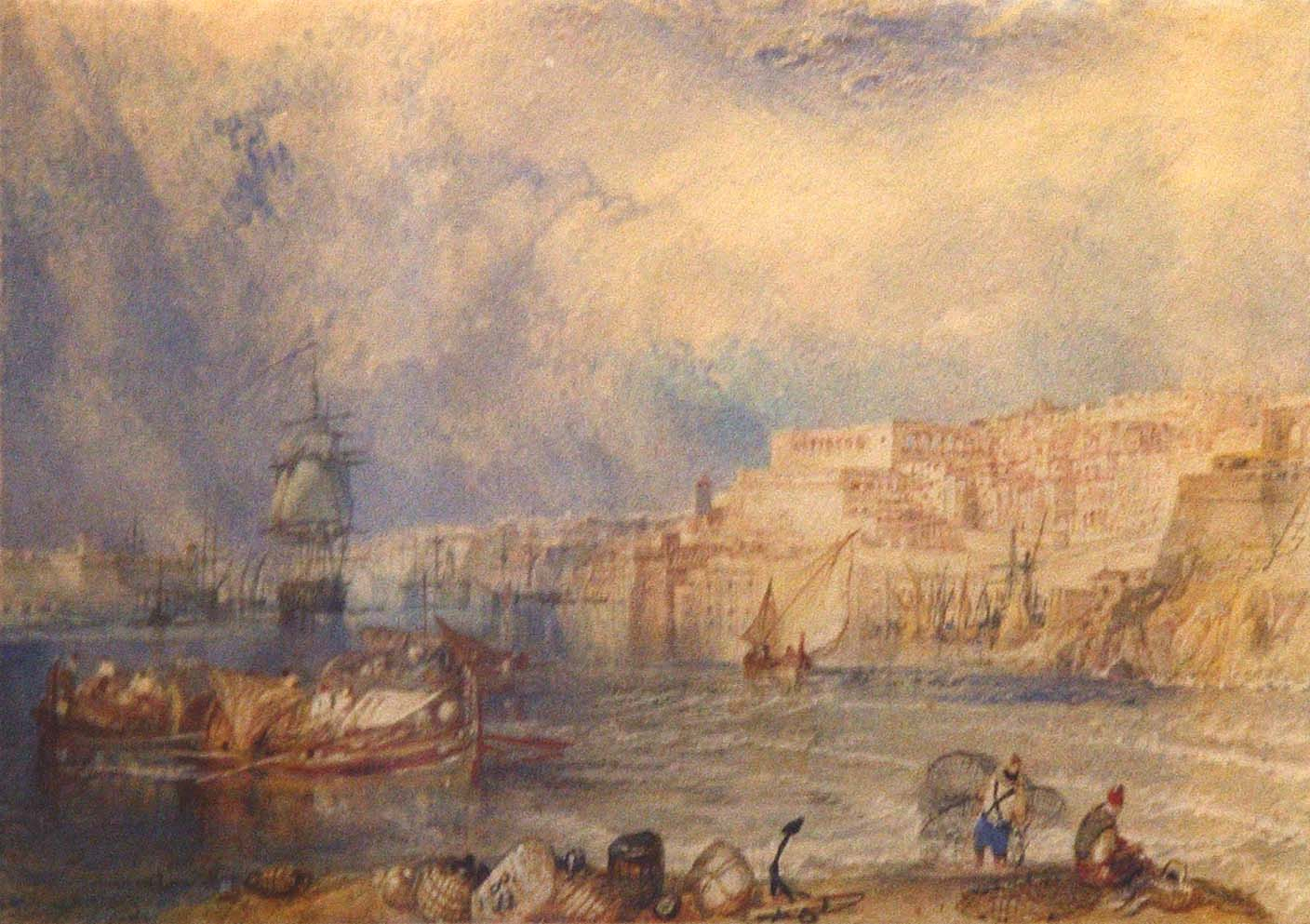
博物馆内展出的特纳水彩画。

该美术馆收藏了马耳他国家收藏的主要部分。收藏始于1923年，当时第一位美术策展人文森佐·博内洛着手在当时被称为国家博物馆的地方建立收藏。博内洛在当地艺术市场以及伦敦和意大利获得了许多质量上乘的作品。大多数是在艺术市场的价格仍处于博物馆适度预算的范围内时购买的。热心公益的个人和组织也留下了大量遗产。
永久展览包括意大利南部巴洛克艺术家马蒂亚·普雷蒂的最大画作收藏，他是马耳他骑士团的意大利骑士，也为瓦莱塔圣若望副主教座堂内部的改造做出了贡献。这一点，加上精美而罕见的古董地图收藏，代表了该收藏的优势之一。
展出的其他艺术家的作品包括圭多·雷尼(1575-1642)、卡拉瓦乔主义者德·布洛涅(1591-1632)、胡赛佩·德里贝拉(1591-1662)和马蒂亚斯·斯托姆(1600-1652)，以及卡罗·马拉塔(1625)–1713）和贝尔纳多·斯特罗齐（1581–1644）。荷兰、法国和英国艺术家的作品也在永久展出。
该系列还包括两位杰出的马耳他雕塑家麦珏瑞·卡法（1636-1667）和安东尼奥·肖尔蒂诺（1879-1947）的作品，以及一组值得注意的马耳他风景画。马耳他格兰德港及其周边地区是特纳(1775–1851)水彩画的主题。爱德华·利尔(1812-1888)、路易·杜克罗斯(1748-1810)和代表同一主题的当地艺术家的其他作品也在展出。

### 家具和银器
该美术馆展出了一系列马耳他家具和银器，以及主要由西西里生产的珐琅罐。许多罐子在圣约翰勋章医院使用。教会的银器也被展示出来，包括一个罕见的十五世纪巴黎工艺的圣杯。

### 临时展览
美术馆有一个非常活跃的临时展览日历，主要由马耳他艺术家进行。美术策划的展览包括以下内容：
- “邮票艺术品：艾姆温·克莱默纳(1919–1987)–在马耳他集邮遗产中塑造现代身份”（2010年9月至10月）展示了由艾姆温·克莱默纳制作的原创邮票艺术品和图形设计，其中大部分是首次展出。
- “浮世绘——国家收藏的浮世绘版画”（2009年12月）展出了国家收藏的原始日本浮世绘。
- “马耳他的维克多·帕斯莫尔”（2008年12月-2009年1月）展出了英国国际艺术家维克多·帕斯莫尔的抽象作品，这些作品来自博物馆的收藏和马耳他中央银行的收藏。
- 玛丽亚·帕萨尼遗物展（2008年1月至3月）展出了马耳他艺术家拉扎罗·皮萨尼由其女儿玛丽亚·帕萨尼捐赠的11幅画。

## 延伸阅读
- 国家美术馆常设画作清单 （页面存档备份，存于）
- 对于艺术收藏品，请阅读：Espnoza Rodriguez，Antonio国家美术馆常设画作的出处 （页面存档备份，存于）。梅丽塔历史。P97-123。
- 国家博物馆中的该隐和亚伯: Giuseppe Vermiglio的案例 （页面存档备份，存于）